# Franz Mayor de Montricher

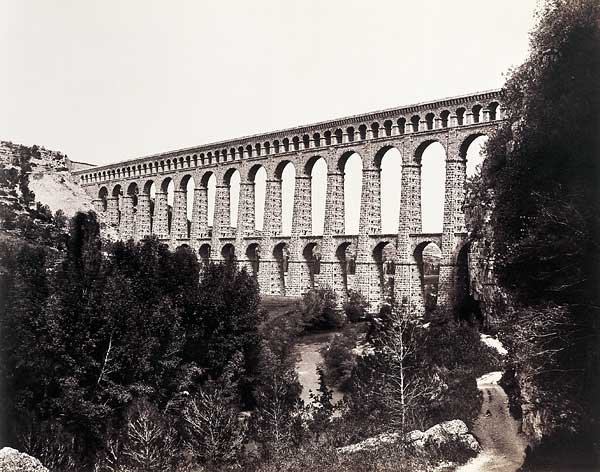
Franz Mayor de Morichers Hauptwerk: Der Aquädukt von Roquefavour

Franz Mayor de Montricher (* 19. April 1810 in Lully, Kanton Waadt; † 28. Mai 1858 in Neapel) war ein französischer Ingenieur Schweizer Herkunft.
1826 trat er in die École polytechnique ein und schloss die École des ponts et chaussées 1832 als Ingenieur ab. Ab 1836 arbeitete er am Projekt des Canal de Marseille, bei dem Wasser des Flusses Durance für die Trinkwasserversorgung der Stadt Marseille genutzt werden sollte. In der Folge realisierte er dieses Projekt auch, dessen spektakulärster Aspekt der heute unter Denkmalschutz stehende Aquädukt von Roquefavour war. 
Mayor studierte und konzipierte auch Eisenbahnprojekte in Italien und Frankreich. 1843 wurde er zum Chefingenieur ernannt. 1854 erhielt er vom Römer Bankier Alessandro Torlonia den Auftrag für die Trockenlegung des Fuciner Sees in den Abruzzen. In Ausführung dieses langjährigen Projektes verstarb De Montricher 1858 an einer Typhus-Infektion.